# إسحاق بيرغر
إسحاق بيرغر (بالإنجليزية: Isaac Berger) هو رباع أمريكي، ولد في 16 نوفمبر 1936 في القدس في إسرائيل.

## وصلات خارجية
- إسحاق بيرغر على موقع اللجنة الأولمبية الدولية (الإنجليزية)
- إسحاق بيرغر على موقع أوليمبيديا (الإنجليزية)